# Vùng không được dịch mã

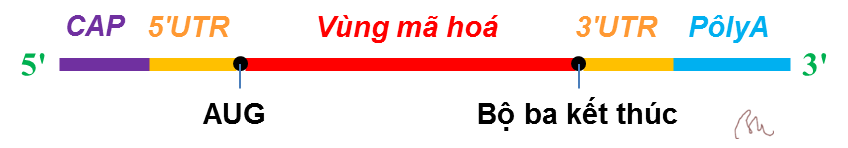
Hình 1: Phân bố các vùng chính của RNA trưởng thành nói chung. CAP (màu tím): chóp RNA. UTR (cam): chuỗi không dịch mã. CDS (đỏ): vùng mã hoá. PôlyA (xanh) là đuôi RNA.

Trong di truyền học phân tử, vùng không được dịch mã là đoạn của mRNA, gồm hai chuỗi ribônuclêôtit ở hai phía liền kề vùng mã hoá của nó: một chuỗi ở phía đầu 5', còn chuỗi kia ở đầu 3' (hình 1).
Thuật ngữ này được dịch từ nguyên gốc tiếng Anh: Untranslated Regions,  viết tắt là UTR.,  UTR cũng còn được gọi là "đoạn không mã hoá" hoặc "vùng không dịch" của RNA.
Nếu UTR định vị ở phía 5' của RNA, thì được gọi là 5' UTR (hoặc trình tự dẫn đầu - leader sequence); còn nếu UTR  định vị ở phía 3' của RNA, thì được gọi là 3' UTR (hoặc trình tự sau - trailer sequence).

## Tổng quan
- Phân tử RNA thông tin (mRNA) mang mã phiên được tổng hợp từ mạch gen khuôn, sẽ được phức hợp phiên mã (ribôxôm, tRNA, enzym tương ứng cùng nhiều yếu tố khác) chuyển đổi thành bản dịch là chuỗi pôlypeptit. Tuy nhiên, không phải toàn bộ chuỗi nuclêôtit trên phân tử mRNA này đều là mã phiên, vì còn phải có vùng để phức hợp phiên mã bám vào thực hiện chức năng khởi đầu và kết thúc dịch mã là không thể có mã, chưa kể "đầu" (CAP) và "đuôi" (pôlyA) làm nhiệm vụ bảo vệ phân tử được gắn vào trong quá trình xử lý. Những vùng này thực chất là chuỗi nuclêôtit ở hai đầu mRNA (màu vàng cam ở hình 1) không thể và cũng không cần dịch mã.
- Nghịch nghĩa của khái niệm "vùng không được dịch mã" là "vùng được dịch mã" nghĩa là vùng mã hoá có chứa bộ ba mã di truyền.
- Các vùng không được dịch mã của mRNA đã được nghiên cứu từ cuối những năm 1970, sau khi phân tử mRNA đầu tiên được giải trình tự đầy đủ. Vào năm 1978, đầu 5' UTR của mRNA gamma-glôbin của người đã được khám phá trình tự chi tiết, đầy đủ. Đến năm 1980, một nghiên cứu đã được hoàn thiện trên 3 'UTR của gen alpha-glôbin của người.[5]

## Đặc điểm chính
- UTR (vùng không được dịch mã) không mang mã di truyền, nghĩa là chuỗi ribônuclêôtit của nó không chứa bộ ba mã di truyền.
- Trong quá trình dịch mã (tổng hợp chuỗi pôlypeptit), thì UTR không được ribôxôm chuyển trình tự các ribônuclêôtit ở đây thành trình tự amino acid, mặc dù có trượt qua (do đó mới gọi là vùng không được dịch).
- 5' UTR nằm liền kề trước bộ ba mở đầu (AUG); còn 3' UTR nằm liền kề sau bộ ba kết thúc là UAA (ochre), hoặc UAG (amber) hay UGA (opal).
- Tuy không có mã di truyền, nên không được dịch mã, nhưng UTR có vai trò quan trọng trong dịch mã và sau dịch mã.[6]

## Cấu tạo

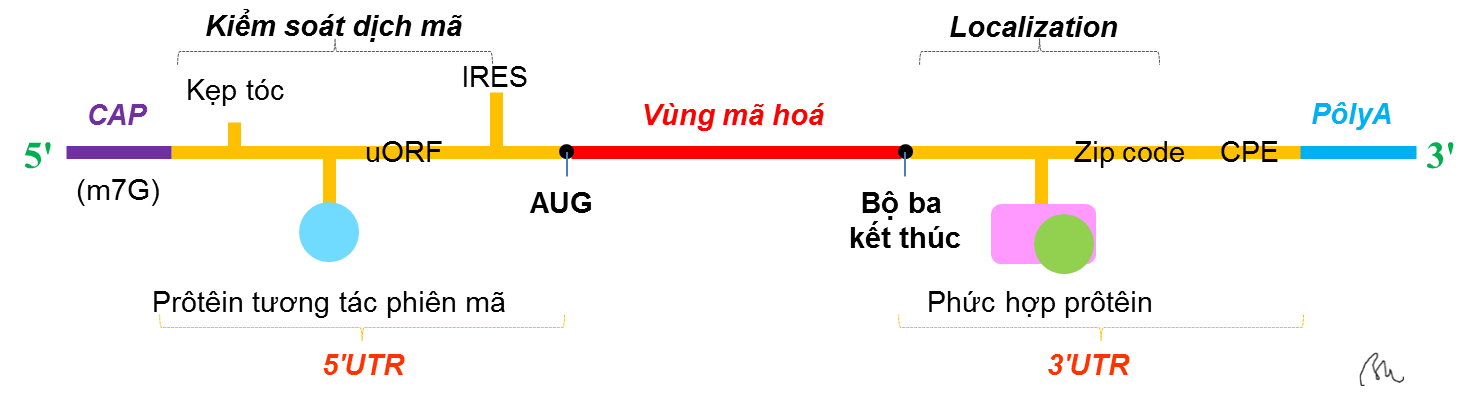
Hình 2: Sơ đồ cấu trúc vùng UTR nhân thực. (Xem chú thích cụ thể ở phần "thêm chi tiết").

- Các khu vực UTR này chứa các yếu tố điều chỉnh phiên mã và dịch mã từ gen cấu trúc, gồm cả hộp TATA.[8], [9]
- 5' UTR nằm ở khoảng giữa nắp (mũ  7‐methyl‐guanosine) của mRNA với bộ ba mở đầu. Mối liên kết giữa G đã mêtyl hóa và cầu triphosphate 5' rất cần thiết để bắt đầu tổng hợp prôêin hiệu quả. Kích thước 5' UTR thường dao động trong khoảng 32 đến 100 rn.
- Còn 3 'UTR  là các đoạn mRNA ngay sau bộ ba kết thúc, đóng vai trò ổn định của mRNA, thường giàu AU.[10]
- UTR có cả ở sinh vật nhân sơ và sinh vật nhân thực, tuy nhiên kích thước (đo bằng b, tức số nuclêôtit) khác nhau rất nhiều. Ở sinh vật nhân sơ, chuỗi dẫn đầu 5' UTR thường dài từ 3 đến 10 b. Còn sinh vật nhân thực với 5 'UTR có thể dài hàng trăm đến hàng nghìn b. Điều này phù hợp với sự phức tạp cao hơn của bộ gen của sinh vật nhân thực so với sinh vật nhân sơ. Chuỗi đi sau 3 'UTR cũng có chiều dài khác nhau. Đuôi poly-A rất cần thiết để giữ cho mRNA không bị thoái hoá. Người ta đã thấy rằng độ dài của 5 'UTR được bảo tồn nhiều hơn trong quá trình tiến hóa so với độ dài của 3' UTR.[2], [11]
- Thành phần chính và cấu tạo UTR biểu diễn ở hình 2.
- Kích thước của UTR ở một số loài như bảng sau.[11]

|                                  | 5' UTR   | 5' UTR         | 5' UTR | 5' UTR    | 3' UTR   | 3' UTR         | 3' UTR | 3' UTR   |
|                                  | Số lượng | Dài trung bình | Tối đa | Tối thiểu | Số lượng | Dài trung bình | Tối đa | Tối thiể |
| Người                            | 1,203    | 210.2          | 2,803  | 18        | 1,247    | 1,027.7        | 8,555  | 21       |
| THú bậc cao                      | 142      | 141.3          | 936    | 20        | 148      | 441.1          | 3,324  | 37       |
| Gậm nhấm                         | 638      | 186.3          | 1,786  | 16        | 457      | 607.3          | 3,354  | 19       |
| Chim                             | 59       | 126.4          | 620    | 17        | 56       | 651.9          | 3,990  | 21       |
| Bò sát, lưỡng cư                 | 105      | 164.0          | 1,154  | 15        | 111      | 446.5          | 2,858  | 31       |
| Không xương sống                 | 5,464    | 221.9          | 4,498  | 14        | 3,736    | 444.5          | 9,142  | 15       |
| Họ loa kèn                       | 144      | 129.8          | 715    | 17        | 127      | 273.3          | 1,605  | 22       |
| Viridiplantae (tảo lục, cây cạn) | 1,471    | 103.0          | 1,355  | 12        | 1,699    | 207.7          | 1,911  | 13       |
| Nấm                              | 388      | 134.0          | 1,088  | 16        | 326      | 237.1          | 1,142  | 25       |

## Vai trò
- Các UTR được biết là đóng vai trò quan trọng trong việc điều hòa sau phiên mã và các giai đoạn sau của biểu hiện gen, bao gồm điều chuyển mRNA ra khỏi nhân.
- Các UTR còn có thể đóng các vai trò khác, chẳng hạn như sự kết hợp cụ thể của amino acid selenocysteine đã sửa đổi tại các codon UGA của mRNA mã hóa selenoprotein trong một quá trình được trung gian bởi cấu trúc vòng lặp được bảo tồn trong 3 ' UTR.
- Tầm quan trọng của UTR trong việc điều chỉnh biểu hiện gen đã được phát hiện, khi thấy đột biến làm thay đổi UTR có thể dẫn đến bệnh lý nghiêm trọng.
- Tương tác giữa các yếu tố đoạn nằm trong UTR với RNA không mã hóa cũng đã được chứng minh là đóng vai trò điều tiết quan trọng trong hoạt động biểu hiện gen.
- Ngoài ra, đã phát hiện rằng các yếu tố lặp lại như CUG rất quan trọng đối với việc điều chỉnh hoạt động của mRNA. Chẳng hạn prôtêin liên kết CUG có thể liên kết với yếu tố lặp lại CUG trong 5 'UTR của loại mRNA mã hóa yếu tố phiên mã C / EBPβ, làm ảnh hưởng đến hiệu quả dịch mã của chúng. Nhiều prôtêin khác có liên kết với mRNA liên quan đến sự hậu phiên mã trong xử lý RNA tham gia vào một loạt các hoạt động như:  ghép nối, xử lý kết thúc 3' ở nhân, nơi mà chúng đóng vai trò là thành phần của ribonucleoprotein hạt nhân không đồng nhất (hnRNPs).[11]